# Distrito marítimo

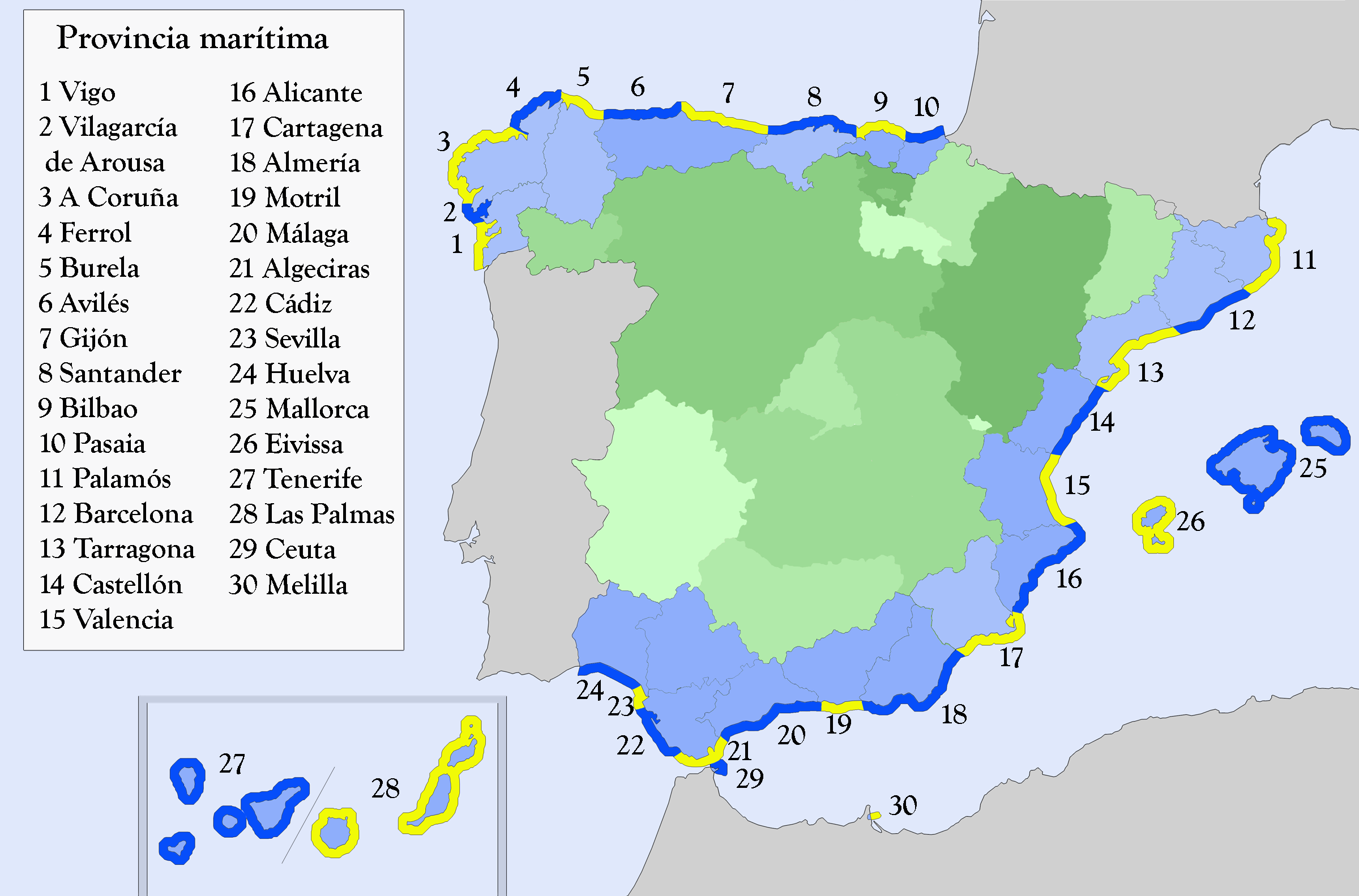
Localización de las actuales provincias marítimas en el litoral de España.

Los distritos marítimos son los órganos administrativos en los que se dividen las provincias marítimas en el litoral de España. Dependen directamente de las capitanías marítimas de las provincias a las que pertenecen estando al frente de su gestión un jefe de distrito cuyas funciones son aquellas que le sean encomendadas por capitanía marítima además del registro de embarcaciones menores, despacho de buques, expedición de títulos de pesca y de patrón, autorización de fondeo y coordinación de actividades náuticas de recreo entre otras. Las capitanías marítimas a su vez dependen de la Dirección General de la Marina Mercante y ésta del Ministerio de Fomento.
Los distritos marítimos españoles fueron creados en el año 2007 mediante el Real Decreto 638/2007 de 18 de mayo, siguiendo las indicaciones que ya se había planteado en 1992 tras la sanción de la Ley 27/1992 de 24 de noviembre, sustituyendo en la organización del litoral español a las antiguas capitanías marítimas de segunda y tercera categoría. Si bien sus límites fueron establecidos por este Real Decreto su posterior creación y supresión está supeditada a la Capitanía marítima correspondiente atendiendo a las necesidades de organización respecto a la flota que opere en la zona o las instalaciones portuarias existentes.